# Чавдар 11М4
„Чавдар 11М4“ е модел български автобуси, произвеждан в завода „Чавдар“ в Ботевград.

## История
Моделът е базиран на „Сетра S 130“. Производството на автобуса започва през 1977 год. Взет е лиценз за производството му от компанията Kaesbohrer. Използва двигатели на чешкия производител LIAZ, както и на унгарския RABA-MAN.
Получава златни отличия на изложенията в Пловдив и Бърно. През 1977 год. получава златен медал на изложение за туристически автобуси в Дубровник, Югославия.
Автобусът е изнасян за СССР, Северна Корея, Афганистан, Гърция и други. Произведени са над 6 хил. броя.